# Уотертаун (Южная Дакота)
Уотертаун — город и окружной центр округа Кодингтон в Южной Дакоте. Население 21 482 (на 2010 год) — пятое место в штате. В Уотертауне находится художественная галерея Редлина, содержащая большое количество работ американского художника Терри Редлина, известного изображением дикой природы.

## История

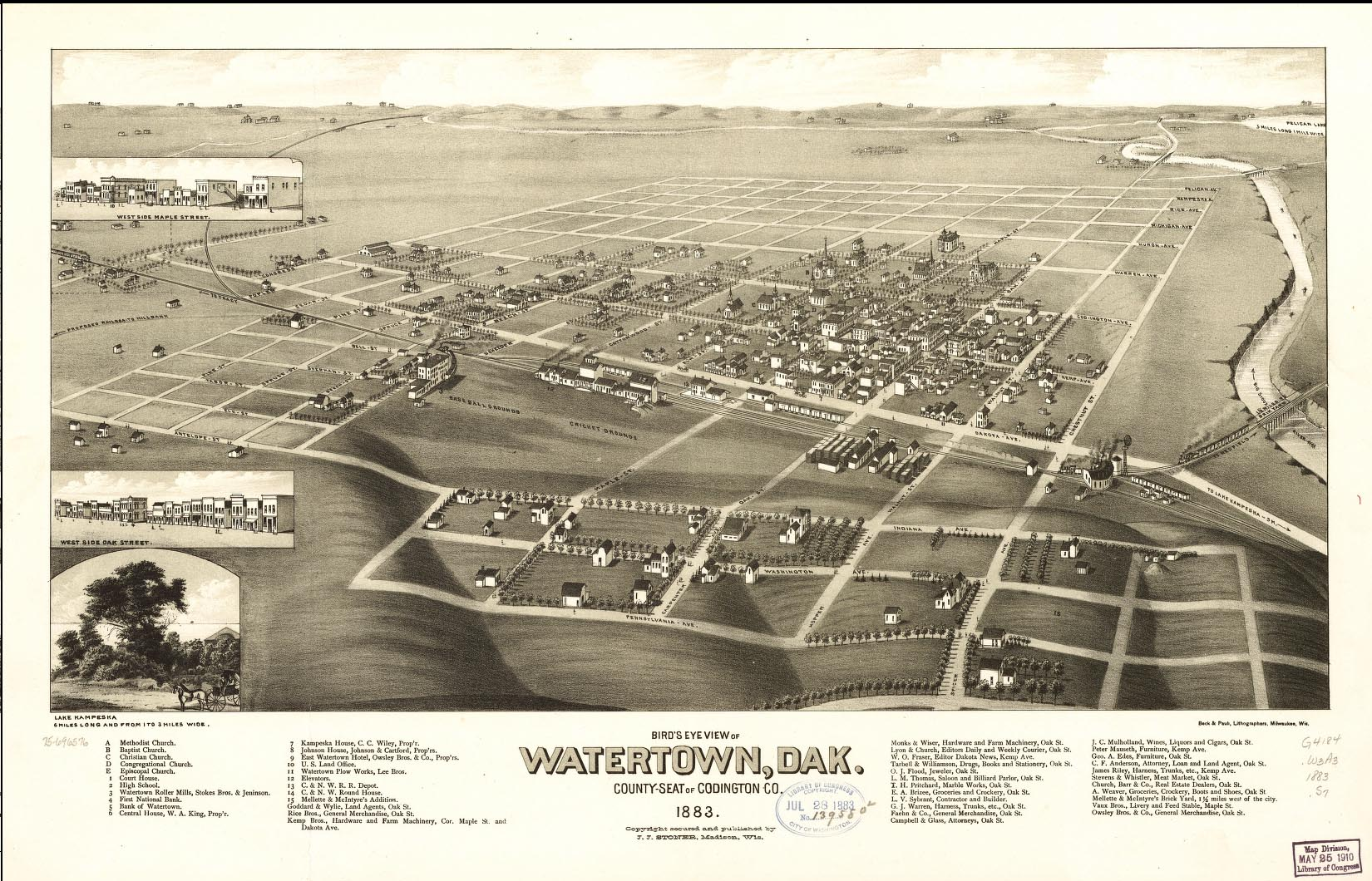
Уотертаун с высоты птичьего полета 1883 год

Уотертаун был основан в 1879 году как железнодорожная станция. Название получил от города Уотертаун (штат Нью-Йорк — родного города одного из его основателей. В 1880-е годы Уотертаун быстро рос, благодаря продвижению железной дороги дальше на запад. Некоторое время город был кандидатом в столицы нового штата Южная Дакота, однако уступил имеющему более выгодное положение Пирру. В 1887 году начал выходить городская газета the Watertown Public Opinion, существующая и сегодня.
В середине XX века строительство межштатной магистрали I-29 придало новый импульс развитию города и его экономике.

## Демография
Согласно переписи населения 2010 года, в Брукингзе проживали 21 482 человек.
Белые — 94,8 %, негры — 0,4 %, индейцы — 2,4 %, азиаты — 0,5 %, другие расы — 0,5 %, отнесли себя к двум и более расам — 1,4 %, доля латинос — 1,6 %.

## Инфраструктура и достопримечательности
В городе имеются зоопарк, стадион, региональная окружная библиотека, музей исторического наследия округа Кодингтон.
Художественный центр Редлина открыт в 1997 году и принял около двух миллионов посетителей. Туристы посещают также дом Артура Меллета - последнего губернатора Территории Дакота и первого губернатора Южной Дакоты.